# Cyperus pratensis
Cyperus pratensis är en halvgräsart som beskrevs av Johann Otto Boeckeler. Cyperus pratensis ingår i släktet papyrusar, och familjen halvgräs.
Artens utbredningsområde är Etiopien. Inga underarter finns listade i Catalogue of Life.